# Municipio de Laketon (Míchigan)
El municipio de Laketon (en inglés: Laketon Township) es un municipio ubicado en el condado de Muskegon en el estado estadounidense de Míchigan. En el año 2010 tenía una población de 7563 habitantes y una densidad poblacional de 154,95 personas por km².

## Geografía
El municipio de Laketon se encuentra ubicado en las coordenadas 43°16′17″N 86°19′2″O / 43.27139, -86.31722. Según la Oficina del Censo de los Estados Unidos, el municipio tiene una superficie total de 48.81 km², de la cual 45,2 km² corresponden a tierra firme y (7,4 %) 3,61 km² es agua.

## Demografía
Según el censo de 2010, había 7563 personas residiendo en el municipio de Laketon. La densidad de población era de 154,95 hab./km². De los 7563 habitantes, el municipio de Laketon estaba compuesto por el 94,59 % blancos, el 1,92 % eran afroamericanos, el 0,5 % eran amerindios, el 0,62 % eran asiáticos, el 0,24 % eran de otras razas y el 2,13 % eran de una mezcla de razas. Del total de la población el 2,54 % eran hispanos o latinos de cualquier raza.